# Phthiracarus jacoti
Phthiracarus jacoti är en kvalsterart som beskrevs av Zicman Feider och Suciu 1958. Phthiracarus jacoti ingår i släktet Phthiracarus och familjen Phthiracaridae. Inga underarter finns listade i Catalogue of Life.